# حمود الناصر البدر
حمود الناصر البدر  (1870  – 1915)،  شاعر كويتي، يعد أحد أهم شعراء النبط في الكويت والجزيرة.

## سيرته
وُلِد الشاعر حمود الناصر البدر عام 1870 في محلة البدر بمنطقة القبلة. ينحدر حمود الناصر البدر من أسرة البدر العريقة، والتي برز منها العديد من الرجال البارزين في مجالي التجارة والبحر، والذين تميزوا بالحكمة والشجاعة. وينتمي حمود إلى نسب يوسف البدر، وهو محسن وشخصية رائدة وُلد عام 1794 وتوفي عام 1879. كما اشتهر من هذه الأسرة أيضًا كل من عبدالعزيز السالم البدر وناصر يوسف البدر مؤسس مسجد البدر. في بداية حياته، عمل حمود في البحر وأصبح من أشهر النواخذة، ثم سافر إلى الهند لممارسة التجارة، ولكنه لم يجد نفسه فيها. وقد لقبه الشيخ مبارك الصباح بـ «شاعر الكويت»، حيث كان ينظم الشعر النبطي ببراعة، وتميز بذكائه وسرعة بديهته.
عاصر الشاعر حمود نخبة من كبار شعراء الكويت والجزيرة العربية. وقد حظي بتقدير كبير من معاصريه، ومنهم الشاعرالله الفرج الذي وصفه بأنه «شاعر لا يجارى». كما شهد على تميزه العديد من الشعراء البارزين مثل حمد عبداللطيف المغلوث ومحمد بن عبدالله العوني.
برزت موهبته الشعرية في سن مبكرة، وتميز شعره بقوة المعنى وعمق العاطفة. وقد كتب في مواضيع مختلفة، على الرغم من أن أغلب شعره كان في الغزل. كما أن له قصائد وطنية تعبر عن حبه للكويت، مثل القصيدة التي يقول في مطلعها

## آثاره
جمع الشاعر عبد الله عبد العزيز الدويش ما تبقى من أشعار الشاعر حمود البدر. وسبب ذلك هو ضياع معظم قصائده إما بسبب النسيان أو لأن الشاعر حمود البدر نفسه أحرق معظمها، لم يحدد الدويش السبب الدقيق لإعدام البدر لقصائده. ولكن بالنظر إلى غزارة أشعاره التي جمعها الدويش ونشرها في ترجمته للشاعر عام 1973، يمكن الاستنتاج بأن الكثير من أشعار البدر ضاعت بسبب النسيان أو حُرقت.

## وفاته
في عام 1915.